# Współrzędne selenograficzne

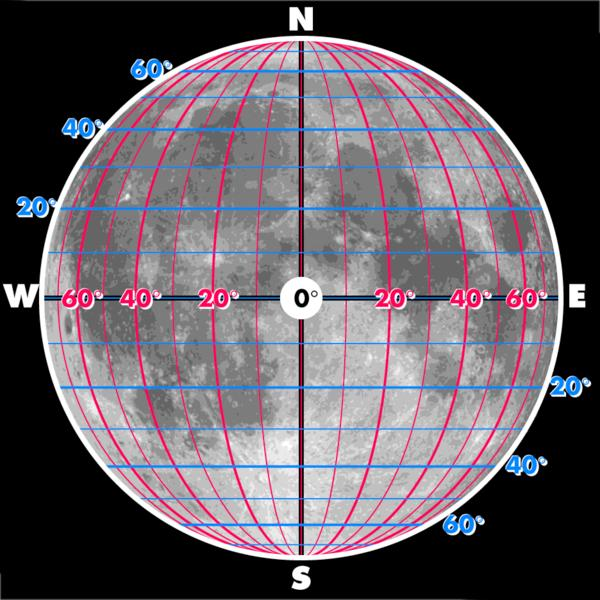
Współrzędne selenograficzne

Współrzędne selenograficzne – układ współrzędnych używany do określania pozycji obiektów znajdujących się na powierzchni ziemskiego Księżyca.
Każdy punkt leżący na powierzchni Księżyca można opisać przy użyciu dwóch wartości liczbowych, na zasadzie analogicznej jak w przypadku ziemskiej długości i szerokości geograficznej. Długość selenograficzna określa pozycję na wschód lub na zachód od księżycowego południka 0°, który przebiega przez punkty położone pośrodku tarczy Księżyca widzianej z Ziemi. Szerokość selenograficzna określa położenie na północ lub na południe od księżycowego równika. Obydwie współrzędne podawane są w stopniach.
Astronomowie używają do definiowania współrzędnych selenograficznych niewielkiego krateru Mösting A, o regularnym kształcie misy. Jego współrzędne określono jako: 3° 12' 43,2 S; 5° 12' 39,6 W.
Planowane jest dokładniejsze niż dotychczas wyznaczenie współrzędnych obiektów księżycowych przy pomocy pomiarów dokonywanych laserem.